# Hælervarer, Side B
Hælervarer, Side B blev i 2012 udgivet af musikduoen Ukendt Kunstner. EP'en blev udgivet sammen med Hælervarer, Side A.

## Spor
| # | Titel                                       | Længde |
| - | ------------------------------------------- | ------ |
| 1 | M.A.E.R.S.K                                 | 5:00   |
| 2 | De Sataniske Vers                           | 1:47   |
| 3 | Ingenting                                   | 3:29   |
| 4 | Betonjunglen (feat. Gilli, Kimbo & Semphiz) | 5:25   |
| 5 | The Motto Freestyle                         | 4:36   |